# Browning M2
La  Browning M2  è una mitragliatrice pesante sviluppata poco dopo la fine della prima guerra mondiale da John Browning.
L'attuale denominazione è Browning Machine Gun, Cal. .50, M2, HB, Flexible.
Viene prodotta negli USA dalla General Dynamics e dalla U.S. Ordnance. La M2 è l'arma leggera rimasta in servizio per più tempo nello US Army, esclusa la Colt M1911.

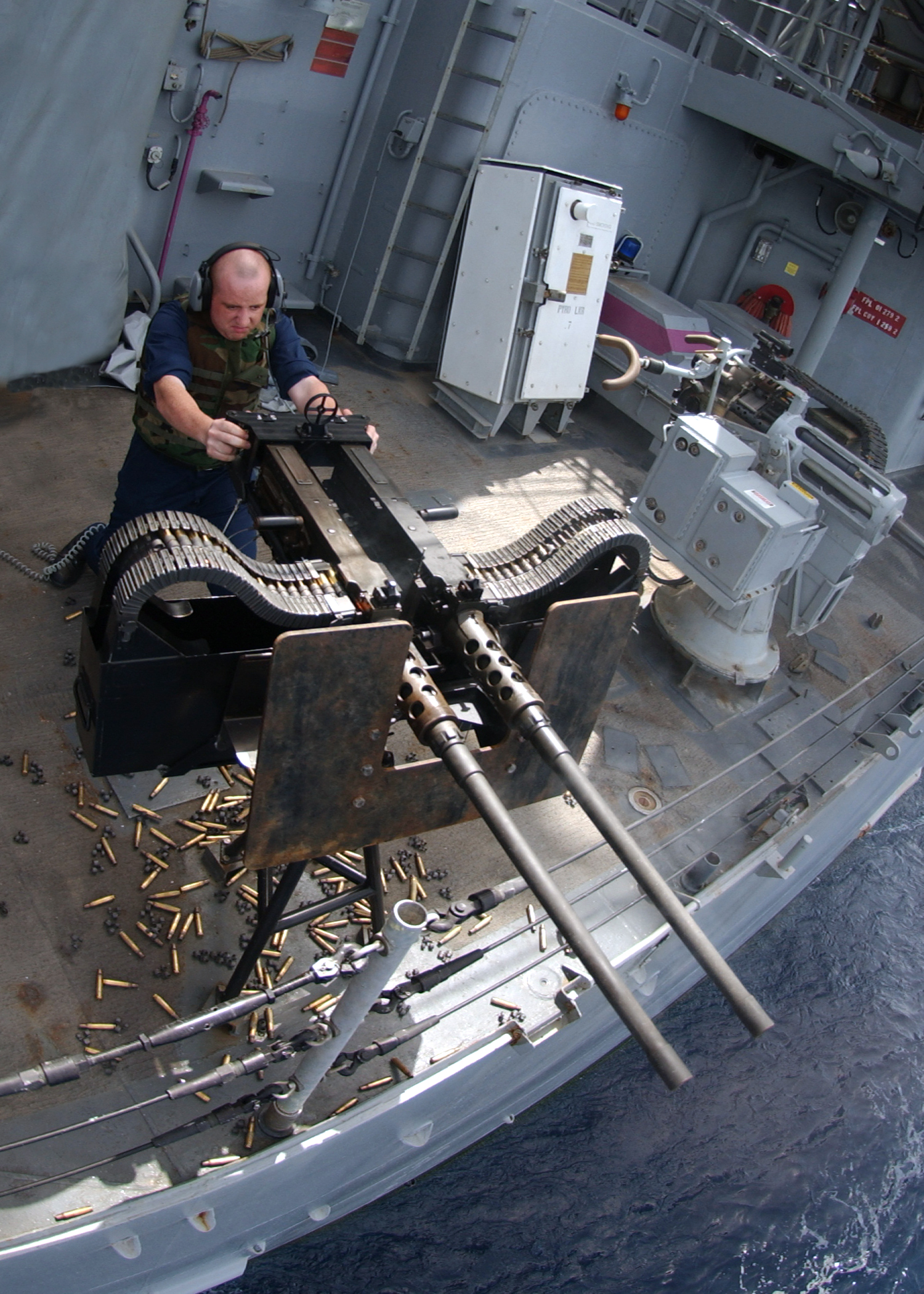
Un complesso binato di mitragliatrici Browning M2 sull'incrociatore USS Normandy (CG-60) della U.S.Navy

## Storia
Durante la prima guerra mondiale gli Stati Uniti non avevano molte mitragliatrici e la maggior parte di esse era ormai obsoleta.
Sia i francesi che gli inglesi disponevano di mitragliatrici di calibro maggiore rispetto al .30-06 Springfield in uso presso lo US Army. L'introduzione da parte dei tedeschi di veicoli e di aerei maggiormente corazzati, come lo Junkers J.I portò al manifestarsi di un nuovo problema: le mitragliatrici erano divenute troppo poco potenti per arrecare qualche danno al nemico. Gli alti comandanti dell'esercito si accorsero ben presto di questo problema. Il problema divenne ancor più evidente dopo che fu abbattuto l'aereo su cui volava Quentin Roosevelt, figlio del presidente Theodore Roosevelt.
Di conseguenza l'American Expeditionary Forces, comandata dal generale John J. Pershing, richiese all'Army Ordnance Department di sviluppare una mitragliatrice con calibro da 50 centesimi di pollici (.50" o 12,7 mm) ed una velocità iniziale di almeno 2.700 piedi al secondo (820 m/s). Il colonnello John Henry Parker, a capo di una scuola per mitraglieri in Francia, osservò l'efficacia di un proiettile perforante e incendiario francese in calibro 11 mm che, però, era troppo lento per le specifiche di Pershing.
Intorno al luglio 1917, John M. Browning iniziò a ridisegnare la sua mitragliatrice Browning M1919 da .30 pollici per il calibro .50". L'incarico di realizzare la cartuccia per la mitragliatrice fu affidato alla Winchester Repeating Arms Company, che prese a modello la cartuccia .30-06 realizzandone un ingrandimento in scala.
La prima mitragliatrice da 50 fu testata per la prima volta il 15 ottobre 1918. La velocità iniziale del proiettile era solo di 2.300 piedi al secondo (700 m/s), così fu bocciata. Poco dopo, la Winchester si accorse di un proiettile perforante tedesco da 13,2 mm TuF che aveva più o meno le caratteristiche richieste nella specifiche e così ne produssero una copia. Alla prova, gli ingegneri si accorsero che la velocità iniziale del proiettile era 2.750 piedi al secondo (837 m/s), più veloce della specifica.
Gli sforzi di John M. Browning e Fred T. Moore condussero alla realizzazione della Browning M1921 calibro .50" (12,7 mm), raffreddata ad acqua, seguita da una versione aeronautica. Questi modelli vennero utilizzati in via sperimentale dal 1921 al 1937. John Browning morì nel 1926. Tra il 1927 e il 1932 S.H. Green risolse i problemi di progettazione della M1921. Il risultato fu un'arma incredibilmente versatile che poteva essere convertita in sette modalità diverse e dal design unico.

## Caratteristiche
Il design è molto simile a quello della precedente Browning M1919 che utilizzava la cartuccia .30-06. Invece la M2 utilizza la molto più grande e potente cartuccia 12,7 × 99 mm NATO. La M2 è stata largamente utilizzata per gli armamenti dei veicoli terrestri (come il Growler Internally Transportable Vehicle dei Marine) e per gli aerei in forza all'esercito degli Stati Uniti (dove era denominata ANM2), soprattutto durante la seconda guerra mondiale.
È ritenuta molto efficace contro la fanteria, veicoli con blindatura leggera e barche, fortificazioni leggere e aerei a bassa quota.

## Evoluzione tecnica

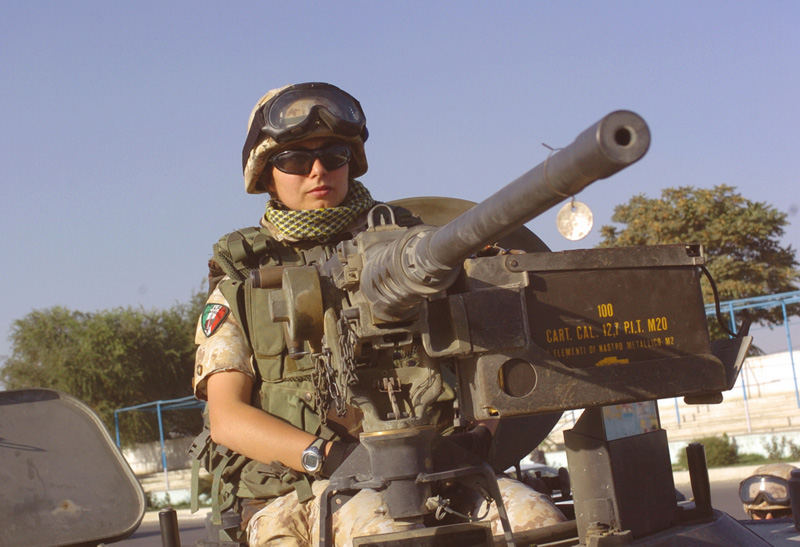
Una M2HB usata come torretta su un autoveicolo (in questo caso un Puma 6x6) da un soldato italiano.

Progettata inizialmente come arma per aeroplani fu dapprima selezionata per la fanteria e adottata come Model 1921 dall'esercito statunitense ed utilizzata come arma antiaerea e anticarro. Nel 1932 al progetto originario furono apportate piccole modifiche, come la canna bucata per migliorarne il raffreddamento, che portarono alla ridefinizione dell'arma come M2 e in seguito M2HB (Heavy Barrel, canna pesante) con un ingegnoso meccanismo per il rapido cambio di canna nel caso di surriscaldamento chiamato QCB (Quick Change Barrel). Della M2 è stata sviluppata anche una versione leggera di 27 kg. Attualmente la FN ha sviluppato una versione migliorata denominata M3P. I giapponesi utilizzarono durante la seconda guerra mondiale la Ho-103 Type 1, una copia della M2 camerata per la cartuccia giapponese da 12,7mm.